# Franz Xaver Lerno
Franz Xaver Lerno (* 13. Februar 1849 in Straubing; † 20. Januar 1920 in München) war ein bayerischer Politiker (Zentrum), der dem Deutschen Reichstag und der Kammer der Abgeordneten des Bayerischen Landtages angehörte.
Lerno stammt aus einer Familie französischer Herkunft, seine Vorfahren schrieben sich L'Hernault. Nach dem Besuch des Gymnasiums in Straubing und Regensburg, nahm Lerno das Studium der Rechtswissenschaften in Würzburg auf. Während seines Studiums wurde er 1869 Mitglied der Studentenverbindung Adelphia Würzburg. 1879 wurde er III. Staatsanwalt am Landgericht Straubing, 1880 Amtsrichter in Nürnberg, 1883 Amtsrichter in Passau, 1886 Staatsanwalt am Landgericht München I und 1890 Landgerichtsrat in Weiden in der Oberpfalz. Im Jahr 1914 wurde er zum Generalstaatsanwalt und Senatspräsidenten am OLG München befördert.
Lerno war von Juni 1893 bis Juni 1903 für den Wahlkreis Amberg Mitglied des Reichstags. Von 1893 bis 1914 gehörte er für den Wahlkreis Amberg der Bayerischen Abgeordnetenkammer an, aus der er wegen seiner Beförderung zum Generalstaatsanwalt ausschied. Lerno war in der Kammer seit 1897 Mitglied des Vorstandes der Zentrumsfraktion und stellvertretender Fraktionsvorsitzender, im Herbst 1911 wurde er als Nachfolger des verstorbenen Balthasar von Daller zum Fraktionsvorsitzenden gewählt.